# Riveneuve éditions
Riveneuve éditions est une maison d'édition française créée en 2001 à Marseille, aujourd'hui installée à Paris.

## Auteurs et collections
Les éditions Riveneuve publient la collection « Arpents » où se manifeste une écriture d'un genre spécial.
Voici trois auteurs haïtiens, tous trois publiés dans la collection « Arpents », trois des « arpenteurs de ces lieux mystérieux que sont les rêves et leurs contraires, les dessous du monde palpable qui déchire et enivre », selon le mot de l’éditeur : Louis Philippe Dalembert (Transhumances, 2010), Lyonel Trouillot (Éloge de la contemplation, 2009), Jean-Robert Léonidas (Rythmique incandescente, 2010).
- Louis Philippe Dalembert est un oiseau migrateur qui survole le monde, il redevient « l’étranger en marche sur la terre », portant sa « dissidence en bandoulière ».
- Lyonel Trouillot s’exprime : C'est la négation de tout ordre qui tue, ce cri du rebellé et ce silence du vaincu que j'ai tenté de côtoyer dans ces textes.
- Jean-Robert Léonidas garde une distance critique pour trucider le « je »… La logique poétique saisit sa musique et son intensité dans le point faible voulu de la démarche, presque au bord d’une psychologie de l’absurde.